# Lozoya (Fluss)

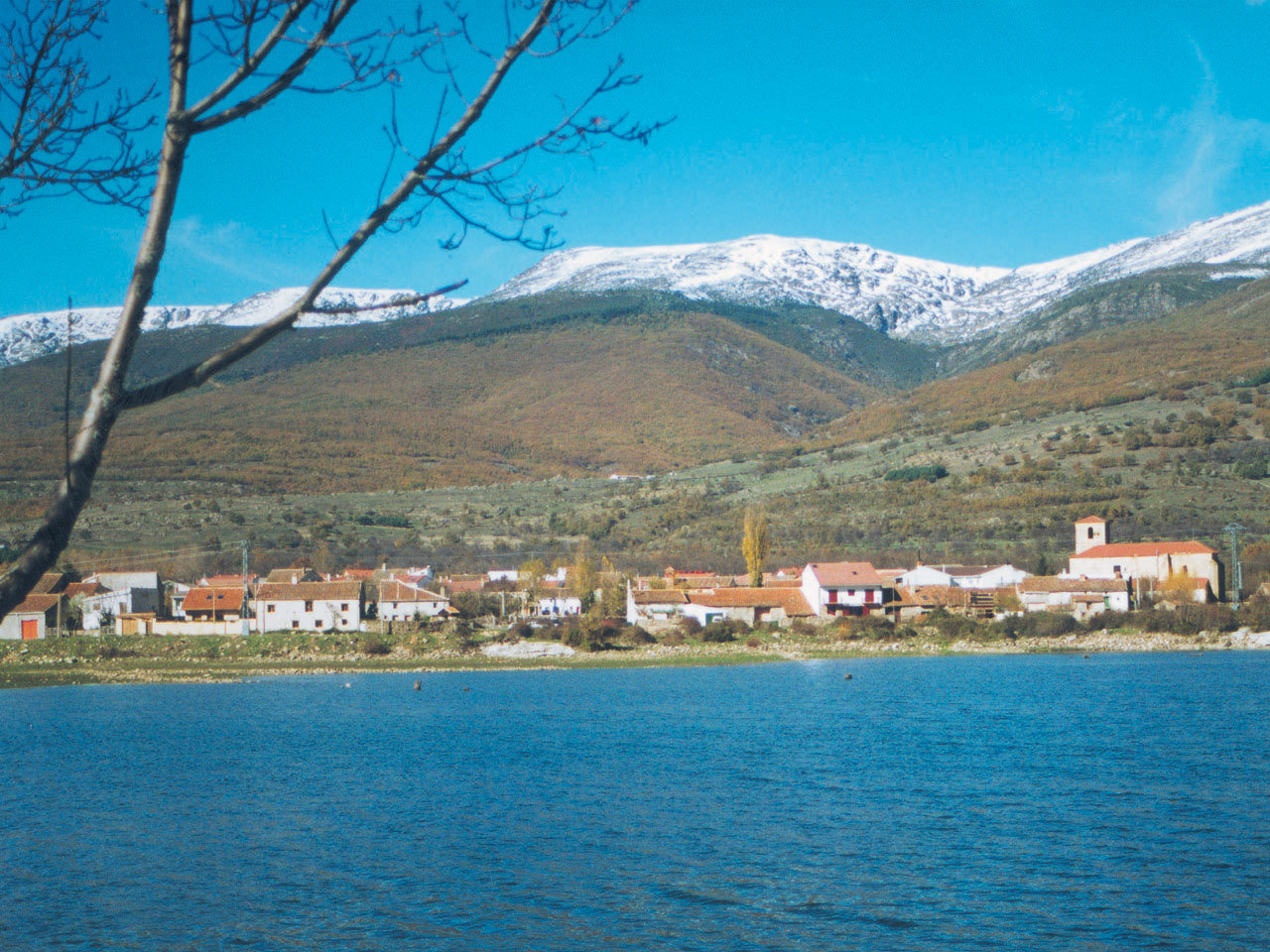
Embalse de Pinilla bei Pinilla del Valle

Der Lozoya ist ein 91 Kilometer langer rechter nördlicher Nebenfluss des Río Jarama im Norden der Autonomen Gemeinschaft Madrid in Zentralspanien.

## Verlauf
Der Río Lozoya entspringt an der Nordflanke des Peña del Águila in der Sierra de Guadarrama im Nordwesten der Autonomen Region Madrid. Er fließt zunächst nach Nordosten und Osten und passiert dabei mehrere Stauseen; schließlich wendet er sich nach Südosten und mündet in den Río Jarama.

## Zuflüsse
Größere Nebenflüsse hat der Río Lozoya nicht, doch nach der Schneeschmelze oder nach langanhaltenden oder stärkeren Regenfällen münden eine Vielzahl von kleineren Bächen in den Fluss bzw. in die Staussen, von denen die allermeisten jedoch schnell wieder trockenfallen.

## Stauseen
Flussabwärts gesehen wird der Lozoya durch die folgenden Talsperren zu den gleichnamigen Stauseen (embalses) aufgestaut:
| Talsperre (Kraftwerk) | Betreiber             | Max. Leistung (MW) | Stausee (Embalse) | Oberfläche (km²) | Volumen (Mio. m³) |
| --------------------- | --------------------- | ------------------ | ----------------- | ---------------- | ----------------- |
| Pinilla               | Hidráulica Santillana | 2,48               | Pinilla           | 4,8              | 38                |
| Riosequillo           | Hidráulica Santillana | 7,36               | Riosequillo       | 3,26             | 49                |
| Puentes Viejas        | Hidráulica Santillana | 8                  | Puentes Viejas    | 2,8              | 53                |
| El Villar             | Hidráulica Santillana | 5,99               | El Villar         | 1,44             | 22                |
| El Atazar             | Hidráulica Santillana | 9,56               | El Atazar         | 10,7             | 426               |

Unterhalb der Talsperre El Atazar befinden sich noch zwei weitere Stauanlagen, die aber nicht mehr in Betrieb sind: La Parra und La Oliva.

## Kanal Isabellas II.
In den Jahren 1851–1858 wurde auf Betreiben der damaligen Königin Isabella II. ein etwa 77 Kilometer langer Kanal mit Aquädukten und Felsdurchbrüchen vom Río Lozoya bis nach Madrid gebaut, der jedoch in der Zeit des Spanischen Bürgerkriegs in Teilen zerstört wurde. Obwohl heute Stauseen und unterirdische Rohrsysteme die Wasserversorgung der Stadt übernehmen, gibt es immer wieder Initiativen, die die Instandsetzung und Instandhaltung des historischen Kanalbauwerks zum Ziel haben.

## Orte am Fluss
| - Rascafría - Pinilla del Valle - Lozoya - Buitrago del Lozoya - Cervera de Buitrago |

## Sehenswürdigkeiten
Der Oberlauf des Río Lozoya ist begleitet von Wäldern und eignet sich gut für Wander- und Angeltouren. Kulturelle Sehenswürdigkeiten bieten die Orte Rascafría mit dem Kloster Santa María de El Paular sowie das unter Denkmalschutz stehende und als nationales Kulturgut (Bien de Interés Cultural) in der Kategorie Conjunto histórico-artístico eingestufte Buitrago del Lozoya mit seinem mittelalterlich anmutenden Ortsbild und der spätromanischen bzw. gotischen Kirche Santa María del Castillo.